# 貝爾航天科技公司
貝爾航天科技公司（Ball Aerospace & Technologies）是一家美國太空船、國防、民用航太和商業航太應用零件和儀器的製造商。
直到2024年，該公司一直是貝爾公司的全資子公司，主要辦事處位於科羅拉多州博爾德，科羅拉多州布魯姆菲爾德和威斯敏斯特設有工廠，在新墨西哥州、俄亥俄州、維吉尼亞州北部、密蘇里州和馬里蘭州設有較小的辦事處。貝爾航天科技公司於2024年被BAE系統公司收購，並作為BAE系統公司「太空與任務系統」部門。

## 參加計畫
- 軌道快車自主衛星維修任務[2]
- WorldView-2地球觀測衛星[3]
- AEROS[4]
- 新視野號拉爾夫[5]
- 錢卓拉X射線天文台星象相機和SIM（科學儀器模組）[6]
- 哈伯太空望遠鏡7台科學儀器（COS、WFC3、ACS、NICMOS、STIS、COSTAR和GHRS）、2台星追蹤器、5個主要設備子系統以及支援服務任務的客製化工具
- 詹姆斯韋伯太空望遠鏡光學鏡面系統[7]
- 克卜勒太空望遠鏡[8][9]

## 外部連結
- Ball Aerospace website